# 流行事情
『流行事情』（りゅうこうじじょう）は、1984年10月13日から1985年9月28日までTBS系列局25局で放送されていたTBS製作の情報バラエティ番組である。味の素の一社提供。全51回。放送時間は毎週土曜 23:00 - 23:30 （日本標準時）。

## 概要
各回のテーマに添うゲストをスタジオに招き、彼らとのトーク・実践を展開して追求していくというコンセプトの深夜番組。毎回TBSのFスタジオ（当時）からの生放送を行っていた（Cスタジオからの生放送になる場合もあり）。

## 出演者

### 司会
- 桂文珍
- 榊原郁恵

### リポーター
- 酒井ゆきえ
- 山沢じゅん
- 松原愛

参考：「注目の番組を見逃すな!」『オリジナルコンフィデンス年鑑（1985年版）』第16号。

## テーマ・ゲスト
| 回     | 放送分         | テーマ                               | ゲスト                                                                       |
| ------ | -------------- | ------------------------------------ | ---------------------------------------------------------------------------- |
| 第09回 | 1984年 12月8日 | 占い                                 | 堀ちえみ、銀座ジプシー、泉梨紗、ほか                                         |
| 第10回 | 12月15日       | 野球                                 | ビートたけし、水島新司、江夏豊、ほか                                         |
| 第19回 | 1985年 2月16日 | 魅力的な男性                         | 勝新太郎 VTR出演：倍賞美津子、中村玉緒                                       |
| 第23回 | 3月16日        | 住まい                               | 天野彰、ほか                                                                 |
| 第25回 | 3月30日        | 発明                                 | 林家木久蔵（当時）、土屋智彦、ほか                                           |
| 第26回 | 4月6日         | 歌謡曲・ヒット曲言いたい放題ベスト10 | 宮川泰、杉山清貴＆オメガトライブ VTR出演：林哲司、吉幾三、少女隊             |
| 第27回 | 4月13日        | ジューンブライド6月の花嫁            | 江森明道、ほか                                                               |
| 第28回 | 4月20日        | アリバイ工作                         | 新井春夫、ほか                                                               |
| 第29回 | 4月27日        | 青春                                 | 加山雄三 VTR出演：酒井和歌子、中田喜子、星由里子                             |
| 第30回 | 5月4日         | 夫婦で豪華外食                       | 岡田眞澄、藤田みどり、林家しん平、桂木文 VTR出演：チェリッシュ、レオナルド熊 |
| 第32回 | 5月18日        | 結婚を意識する年代                   | MIE、板東英二 VTR出演：細川隆一郎、樋口恵子                                  |
| 第33回 | 5月25日        | 血液型                               | 鈴木芳正、ほか                                                               |
| 第38回 | 6月29日        | スターの故郷                         | 野口五郎、轟二郎、ほか                                                       |
| 第48回 | 9月7日         | 予言1985これからこうなる!            | 亀和田武、銀座ジプシー、飯干晃一、ほか                                       |
| 第51回 | 9月28日        | トレジャーハンティング               | 川口浩、ほか VTR出演：カツ肇                                                 |

参考：「各局夜の生放送を分析」『週刊TVガイド』1985年10月2日号、東京ニュース通信社。

## スタッフ
- 構成：玉井貴代志、沢口義明
- 技術：太田博、清都信義、ほか
- カメラ：佐々木章、小山内義紀、ほか
- 美術：三原康博
- デザイン：橘野永
- 化粧:アートメークトキ
- 衣装：東京衣裳
- TK：鈴川知子
- ディレクター：吉田茂、ほか
- 演出：宇都宮荘太郎、中辻正道、高田卓哉、ほか
- プロデューサー：五十嵐衛